# نيك فنتون
نيك فنتون (بالإنجليزية: Nick Fenton)‏ (23 نوفمبر 1979 ببرستون في المملكة المتحدة - ) هو لاعب كرة قدم بريطاني في مركز الدفاع. شارك مع منتخب إنجلترا تحت 18 سنة لكرة القدم. أما مع النوادي، فقد لعب مع غريمسبي تاون ومانشستر سيتي ونادي بورنموث ونادي دونكاستر روفرز ونادي روذرهام يونايتد ونوتس كاونتي وAlfreton Town F.C. ‏ ونادي موركامب.

## وصلات خارجية
- نيك فنتون على موقع قاعدة بيانات كرة القدم.إي يو (الإنجليزية)
- نيك فنتون على موقع Soccerbase.com (لاعب) (الإنجليزية)